# Lasioglossum rufulipes
Lasioglossum rufulipes är en biart som först beskrevs av Cockerell 1938.  Lasioglossum rufulipes ingår i släktet smalbin, och familjen vägbin. Inga underarter finns listade i Catalogue of Life.